# البوسییر
البوسییر (به فرانسوی: Alboussière) یک کمون در فرانسه است که در Canton of Saint-Péray واقع شده‌است.

## خصوصیات
البوسییر ۱۸٫۳۹ کیلومترمربع مساحت و ۹۳۸ نفر جمعیت دارد و ۵۴۸ متر بالاتر از سطح دریا واقع شده‌است.